# سنايبر إليت 3
سنايبر اليت 3 (بالإنجليزية: Sniper Elite 3)‏ هي لعبة فيديو من نوع تصويب تكتيكي، تاريخ صدورها في 2014. وهي متوفرة على أجهزة وي يو وإكس بوكس 360 وبلاي ستيشن 3 وويندوز وبلاي ستيشن 4 وإكس بوكس ون . اللعبة من تطوير ريبيليِن ديفلوبمنتز وهي من نشر ريبيليِن ديفلوبمنتز البريطانية.